# Los Banhs de Balaruc
Los Banhs de Balaruc (en francès Balaruc-les-Bains) és un municipi occità del Llenguadoc, situat al departament de l'Erau i a la regió d'Occitània. L'any 2006 tenia 6.232 habitants i el 2008, 6.180. Des del 31 de desembre de 2002 s'afegí a la "Comunitat d'Aglomeració de Bassin de Thau" (Communauté d'agglomération du Bassin de Thau), estructura intercomunal francesa situada dins el districte de l'Erau.

## Demografia
| Evolució de la població (INSEE) |      |      |      |      |      |      |      |      |
| 1793                            | 1800 | 1806 | 1821 | 1831 | 1836 | 1841 | 1846 | 1851 |
| -                               | -    | -    | -    | -    | -    | -    | -    | -    |

| 1856 | 1861 | 1866 | 1872 | 1876 | 1881 | 1886 | 1891 | 1896 |
| ---- | ---- | ---- | ---- | ---- | ---- | ---- | ---- | ---- |
| -    | -    | -    | -    | -    | -    | -    | -    | -    |

| 1901 | 1906 | 1911 | 1921 | 1926 | 1931 | 1936 | 1946 | 1954 |
| ---- | ---- | ---- | ---- | ---- | ---- | ---- | ---- | ---- |
| -    | -    | -    | -    | -    | -    | -    | -    | -    |

| 1962 | 1968 | 1975 | 1982 | 1990 | 1999 | 2006 | 2011 | 2016 |
| ---- | ---- | ---- | ---- | ---- | ---- | ---- | ---- | ---- |
| 1838 | 1830 | 2957 | 4369 | 5013 | 5683 | -    | -    | -    |

| 2019 | - | - | - | - | - | - | - | - |
| ---- | - | - | - | - | - | - | - | - |
| -    | - | - | - | - | - | - | - | - |